# Procédure accusatoire et contradictoire
Ne doit pas être confondu avec procédure inquisitoire.
 (septembre 2023).
La procédure accusatoire et contradictoire est un système de justice dont les règles de procédures reposent sur les parties au litige. Ainsi, les avocats des parties plaignante et défenderesse sont responsables de présenter leur version des faits et de convaincre le juge ou le jury de la justesse de leur cause. Chaque procès est dirigé par un juge dont le rôle d'arbitrage le contraint à l'impartialité, à la différence d'une procédure inquisitoire pour laquelle le rôle du juge est très actif. Les jurys ou les juges ont par ailleurs le rôle de déterminer la vérité de la cause selon les éléments de preuve déposés devant la cour. Les plaidoiries, argumentations écrites et témoignages livrés au tribunal par les représentants de chacune des parties servent par ailleurs à convaincre le jury ou le juge, le cas échéant, du bien-fondé de leurs prétentions.
Ce système est généralement employé dans les juridictions de common law en usage dans le monde anglo-saxon. En revanche, la procédure inquisitoire (ou système inquisitoire), est généralement employée par les pays de l'Europe continentale ainsi que les pays de l'Asie et de l'Afrique qui ne sont pas membres du Commonwealth. En Amérique latine, la procédure inquisitoire héritée de la colonisation espagnole fut assez largement en vigueur jusqu'à la fin du XXe siècle. Cependant, elle fut progressivement abandonnée à partir de 1991 au profit de la procédure accusatoire.
La procédure accusatoire possède une structure judiciaire dans laquelle s'opposent deux parties, le plaignant (ou le procureur dans les matières criminelles) et le défendeur, tant les cours de juridictions criminelles que les cours civiles et les cours des petites créances. Le tribunal ajourne ses travaux lorsque l'une des parties a réussi à bâtir une crédibilité capable de convaincre le jury ou le juge que sa version des faits est celle qui représente le mieux la vérité. Si l'une des parties conteste le verdict, elle peut toutefois interjeter appel du jugement dans les cas prévus par la loi.

## Histoire
Certains historiens font remonter les principes de la procédure accusatoire au début du Moyen Âge où un duel armé, un combat judiciaire, était engagé entre deux parties qui refusaient toutes deux de se confesser ou ne pouvaient être appuyées par des témoins. Par ce combat, le gagnant obtenait la grâce et était réputé avoir raison. Dans les cas où une partie plaidante était une femme, celle-ci pouvait se faire représenter par un homme lors du combat (tel un avocat, aujourd'hui). Cette méthode de règlement des différends était notamment connue dans le droit des peuples germaniques, dit barbares, puis dans le Saint-Empire romain germanique à l'opposé de l'ordalie chez les autres peuples du monde.
Comme la procédure accusatoire est principalement utilisée dans les pays qui héritèrent de la tradition britannique de la common law, ceux-ci intégrèrent les précédents existant en Angleterre lors de leur indépendance. Par conséquent, comme les combats judiciaires par un duel armé furent officiellement abolis en 1818 en Angleterre dans l'affaire Ashford v. Thornton, les pays qui acquirent leur indépendance après cette date héritèrent d'un précédent qui ne reconnaissait plus les combats armés (tels l'Australie, le Canada, la Nouvelle-Zélande, etc.) et ne développèrent aucun précédent ni convention ultérieur à l'effet de les reconnaître à nouveau. Par contre, comme les États-Unis déclarèrent leur indépendance en 1776, chaque nouvel État (sauf la Louisiane et les instances fédérales) rapatrièrent implicitement par la suite toutes les traditions, dont les duels armés, en vigueur à cette date ou à la date de leur création. Toutefois, à ce jour, aucun tribunal ne se pencha sur cette affaire, à savoir si dans le droit de leur État ce type de combat demeure aujourd'hui une alternative valide et légale à une cause civile. Tel que décrit dans l'essai Forgotten trial techniques: The Wager of Battle écrit par Donald J Evans dans le journal ABA 71:66 en mai 1985, la possibilité d'un combat armé dans le règlement d'un différend fut toutefois avancée lors d'une parodie de l'auteur de romans policiers, Raymond Chandler. Le litige fut, ici, toutefois réglé dans une transaction conclue entre les deux parties (communément appelée, règlement à l'amiable, ou hors cour).

## Caractéristiques principales
Comme le prévenu n'est pas tenu de témoigner ni de déposer des preuves additionnelles dans une poursuite au criminel, il peut refuser de répondre aux questions d'un procureur ou d'un juge. Par contre, s'il choisit de témoigner en sa faveur à son propre procès, il peut être sujet à un contre-interrogatoire et reconnu coupable de parjure. Comme l'accusé a le droit de garder le silence en tout temps à l'intérieur et à l'extérieur des audiences, son choix de garder le silence peut empêcher tout interrogatoire ou contre-interrogatoire. Par conséquent, le choix des éléments de preuve à déposer devant le tribunal revêt une importance cruciale dans la stratégie de la poursuite. D'autre part, les compétences et habiletés des avocats jouent un rôle important afin de développer la crédibilité de chacune des parties plaignante et défenderesse et ainsi pouvoir convaincre le jury ou le juge, le cas échéant, du bien-fondé de leurs prétentions.
Dans la procédure accusatoire, les juges sont assujettis au principe de l'impartialité afin d'assurer un procès juste et un traitement équitable à chacune des parties. Les juges peuvent toutefois, plus souvent à la demande des parties que de leur propre chef, statuer sur les preuves admissibles en cours lorsqu'il y a désaccord entre les parties. Dans certains ressorts de common law, ils jouent toutefois un rôle plus important dans l'admission des preuves. Ainsi, ils peuvent rejeter les éléments de preuve qu'ils croient ne pas être recevables ou non pertinents à la cause en question. Comme les tribunaux ont chacun un pouvoir judiciaire discrétionnaire, l'abus de celui-ci pourrait compromettre le système de justice par des jugements biaisés sans un principe d'impartialité. La suprématie du droit serait ainsi sujette à la règle de quelques hommes, et donc à des cas de discrimination fondée sur des convictions personnelles.
Les règles de preuve sont par ailleurs développées sur un système qui permet aux parties d'exprimer des objections à l'égard des preuves portées devant la cour, soit par des témoignages, interrogatoires, contre-interrogatoires, biens tangibles, etc. De plus, les règles s'appliquent de façon à protéger les juges du fait (jurés ou juges) dans la réalisation de leurs tâches.

## Comparaisons avec la procédure inquisitoire
L'une des grandes différences entre les procédures accusatoire et inquisitoire apparaît lorsqu'un accusé dans une poursuite au criminel répond à l'accusation en plaidant sa culpabilité. Dans la procédure accusatoire, aucun doute raisonnable n'est réputé exister à l'issue de ce plaidoyer. Par conséquent, la cour passe immédiatement aux représentations sur sentence, bien que dans certains ressorts l'accusé soit tenu de témoigner pour son crime. L'accusé ne peut revenir sur son plaidoyer dans le cas d'une fausse confession. Dans certains ressorts, il pourra toutefois y remédier s'il prouve la contrainte à laquelle il a été assujetti. En revanche, dans la procédure inquisitoire, le plaidoyer de culpabilité ne revêt qu'une importance partielle puisqu'il ne constitue qu'un élément de preuve supplémentaire. De plus, la poursuite est tout de même dans l'obligation de soutenir une action en justice pleine et entière. La négociation de peine est ainsi possible dans la procédure accusatoire, contrairement à la procédure inquisitoire où elle est plus difficile, et permet aux parties de s'entendre sur une solution mutuellement satisfaisante.
Une autre différence réside dans les règles de preuve. Comme les preuves sont présentées à un jury composé d'individus qui ne sont pas nécessairement experts en droit et qui proviennent du grand public, les règles applicables aux preuves sont donc beaucoup plus strictes afin d'assurer l'impartialité des jurés. Par exemple, les règles sur les ouï-dire sont plus sévères dans la procédure accusatoire que dans la procédure inquisitoire. Par contre, certaines cours de première instance peuvent parfois jouir d'une plus grande flexibilité afin de pouvoir appliquer les règles de preuve relevant de la common law ; il en est ainsi dans les cours appelées à statuer sur les petites créances, où les parties ne peuvent être représentées par des avocats. Il en est de même pour certaines cours ayant des compétences relevant du droit familial où les juges ont souvent plus un rôle d'inquisiteur que d'arbitre impartial afin de protéger les intérêts des enfants.